# Museum Huthaus Einigkeit

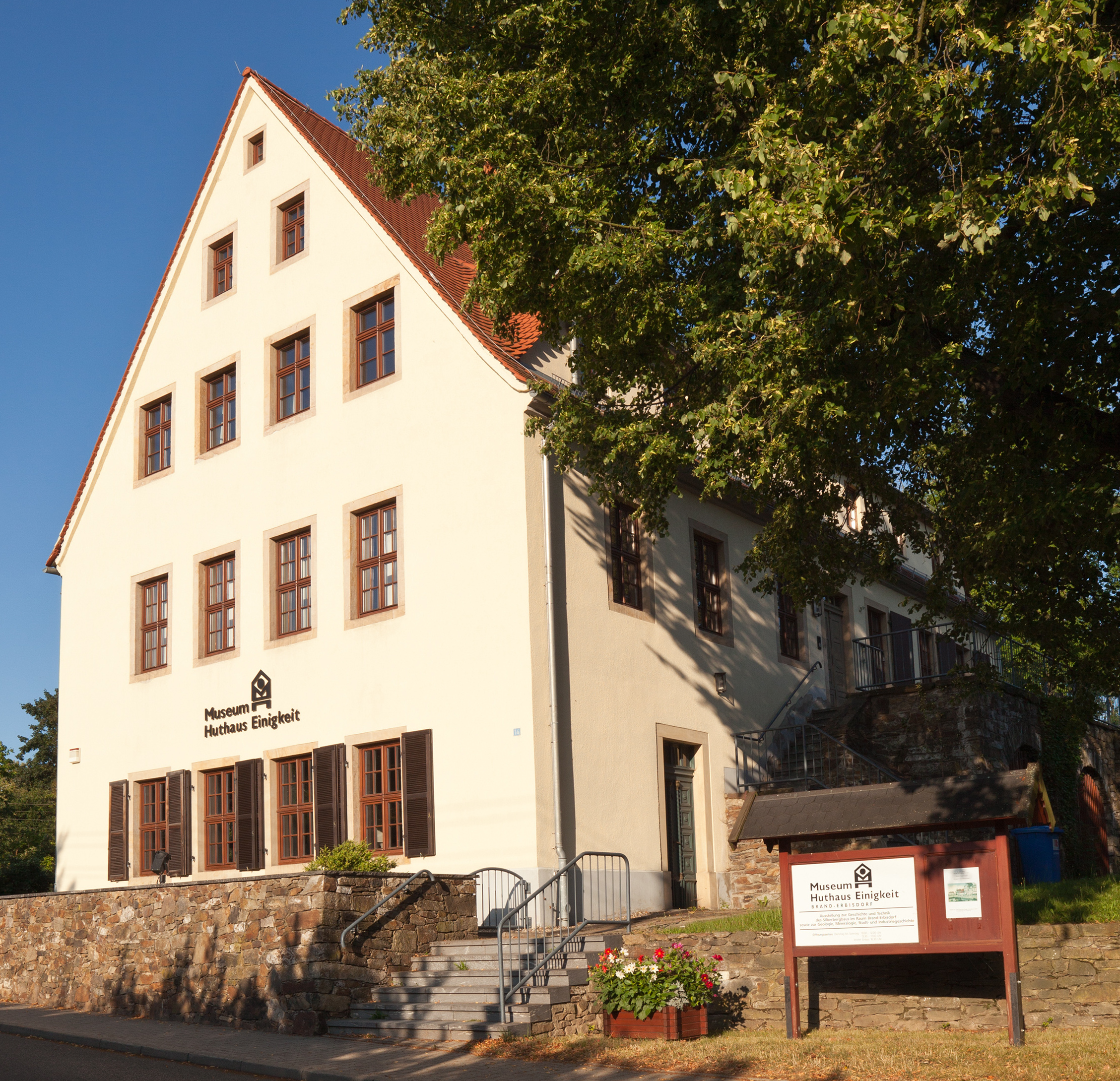
Das Museum (2012)

Das Museum Huthaus Einigkeit ist ein 1931 eröffnetes Museum in Brand-Erbisdorf im Landkreis Mittelsachsen. Anhand seiner Exponate wird der Weg des Silbererzes von seiner Entstehung bis zur Aufbereitung als verhüttungsfähiges Produkt nachgezeichnet. Seit 2019 ist das Museum Bestandteil des UNESCO-Welterbes „Montanregion Erzgebirge/Krušnohoří“.

## Silbergrube „Einigkeit“

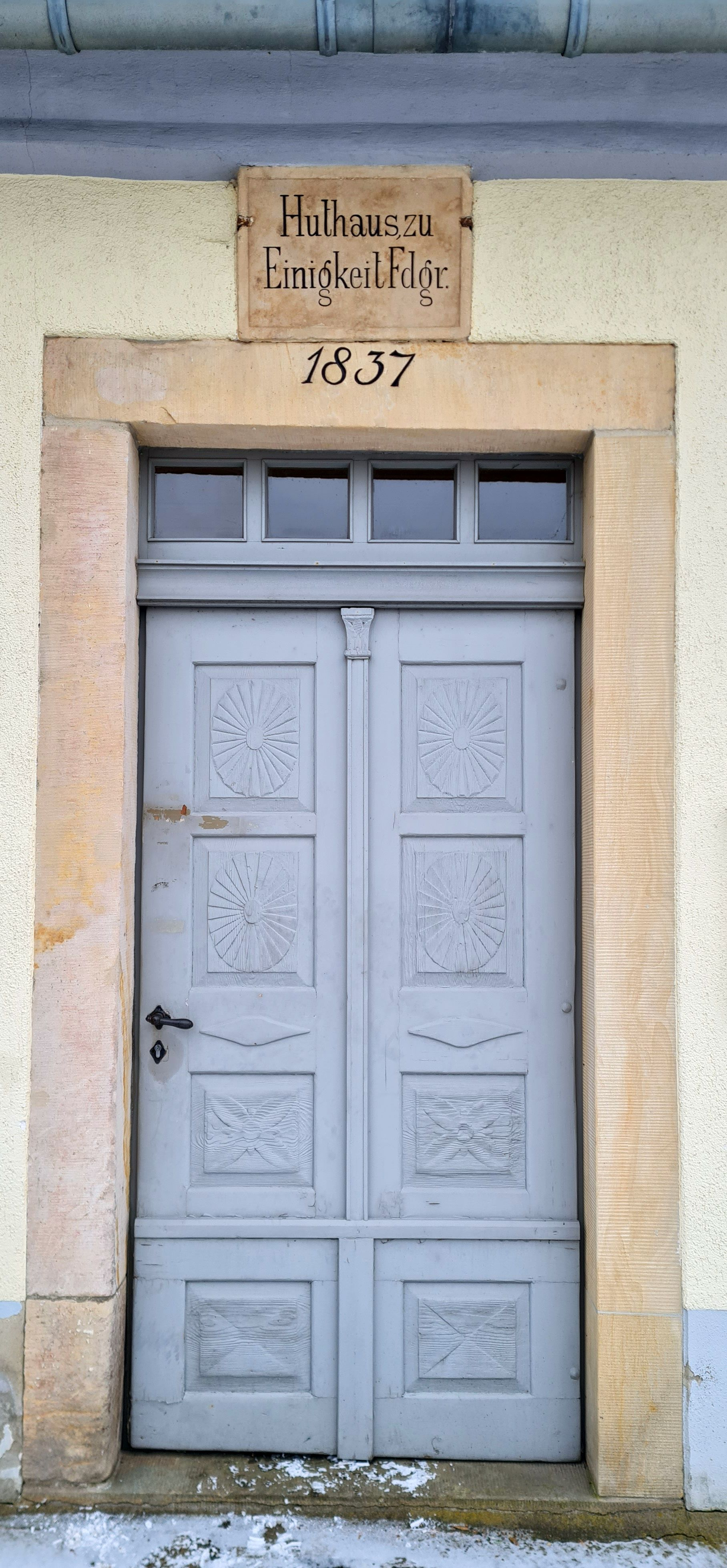
Eingangstür mit Jahreszahl 1837

Das Museum für Bergbau und Stadtgeschichte der Stadt Brand-Erbisdorf befindet sich im 1837 errichteten Huthaus der Silbergrube „Einigkeit“ zu Brand. Die „Einigkeit Fundgrube“ war ab Mitte des 19. Jahrhunderts neben den Gruben Himmelsfürst, Vereinigt Feld und Beschert Glück eine der vier großen Gruben im Brander Revier. Wegen der Größe des Freiberger Reviers unterteilte man es von alters her in mehrere Teilreviere. Dabei war das Brander Revier, genannt nach dem seit 1515 als Gemeinde existierenden Bergflecken Brand, mit seinen ergiebigen Gruben eines der wichtigsten. Allein im 16. Jahrhundert lagen hier 340 von 716 Erz liefernden Gruben des Gesamtreviers und erbrachten 45 % des Silberausbringens.

## Museumsgeschichte
Nach Einstellung des Silberbergbaus 1913 fanden sich im Februar 1914 mehrere ortsansässige Bürger zur Gründung eines Museumsvereins zusammen. Den Vorsitz übernahm Oberbergrat Lange, letzter Betriebsdirektor der „Himmelsfürst Fundgrube“ und damaliger Leiter des Revierelektrizitätswerkes. Unverzüglich begann der Aufbau der Sammlung.
Bedingt durch die Zeitumstände konnte erst 1931 das Museum in den zwei ehemaligen Zimmereiräumen im Erdgeschoss des Huthauses der Grube Einigkeit eröffnet werden. In den Jahren 1997 bis 1999 wurde das gesamte Huthaus rekonstruiert. Gleichzeitig konnte die Ausstellungsfläche um ein Vielfaches vergrößert werden.
Im Museum sind mit einer Polarisationsfilterbrille 3D-Fotos und Videos aus der Welt des Bergmanns zu betrachten. Das Museum zählt durchschnittlich pro Jahr 1500 Besucher.

## Sammlungen

### Bergbau

#### Nebengesteine

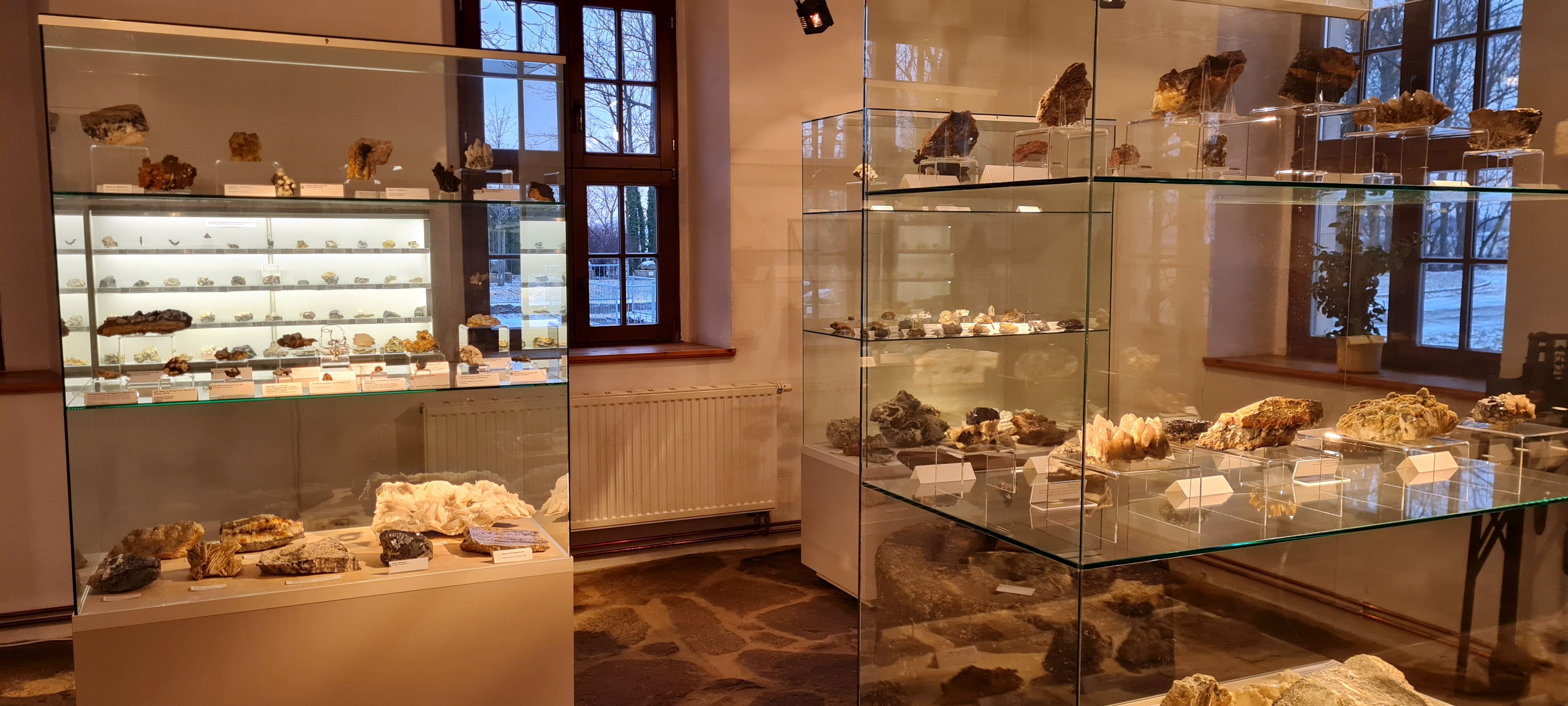
Blick in die Mineraliensammlung

Ein Großteil der zurzeit im Museumsfundus befindlichen 14.000 Objekte hat einen Bezug zum Silberbergbau und zum Bergbau der Nachkriegszeit (1947 bis 1969). Den Anfang macht eine kleine Sammlung der verschiedenen Nebengesteine der Erzgänge im Brander Revier. Sie wurde von Prof. Wolfgang Gotte, Leiter der geologischen Untersuchungsarbeiten im Brander Revier um 1955, zusammengetragen. Mit Grauen und Roten Gneisen, Glimmerschiefer, Quarzit, Porphyr und Lamprophyr ist die Anzahl der angetroffenen Gesteine zwar klein, doch hatten diese mit ihrem Verhalten einen entscheidenden Anteil an der Ausbildung der Erzgänge und deren Vererzung. Deshalb waren die Erzgänge der Grube „Himmelsfürst“ stellenweise sehr reich vererzt. Das war mit ein Grund, dass diese Grube mit über 650 Tonnen geliefertem Silber die reichste Grube Sachsens war.

#### Mineralien aus dem Brander Revier

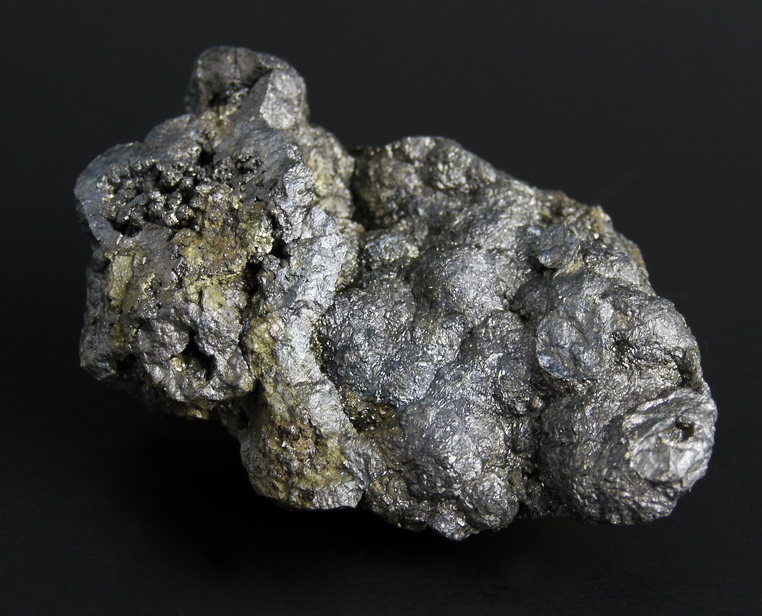
Argyrodit aus der Himmelsfürst Fundgrube

Der nächste große Sammlungsteil besteht aus Mineralien, die im Brander Revier gefunden wurden. Fast alle von den über 100 vorkommenden Mineralien sind vertreten, wenn auch teilweise nicht in der Ausstellung zu sehen. Besonders hervorzuheben sind die fünf Mineralien, für die das Revier die Typlokalität, also den weltweiten Erstfundort, bildet. Dabei handelt es sich um Argyrodit, Freieslebenit, Jordisit, Nakrit und Xanthokon. Im 1885 in der Grube „Himmelsfürst“ gefundenen Argyrodit entdeckte Clemens Winkler, Professor für Chemie an der Bergakademie Freiberg, das Element Germanium. Neben den in prachtvollen Kristallen vorliegenden Mineralien sind auch viele Erze und Gangarten in derber Form als Gangstücke vertreten, um das normale Vorkommen der lokalen Mineralien zu demonstrieren und Aussagen über die Lagerstätte zu machen.

#### Geräte aus dem Bergbau

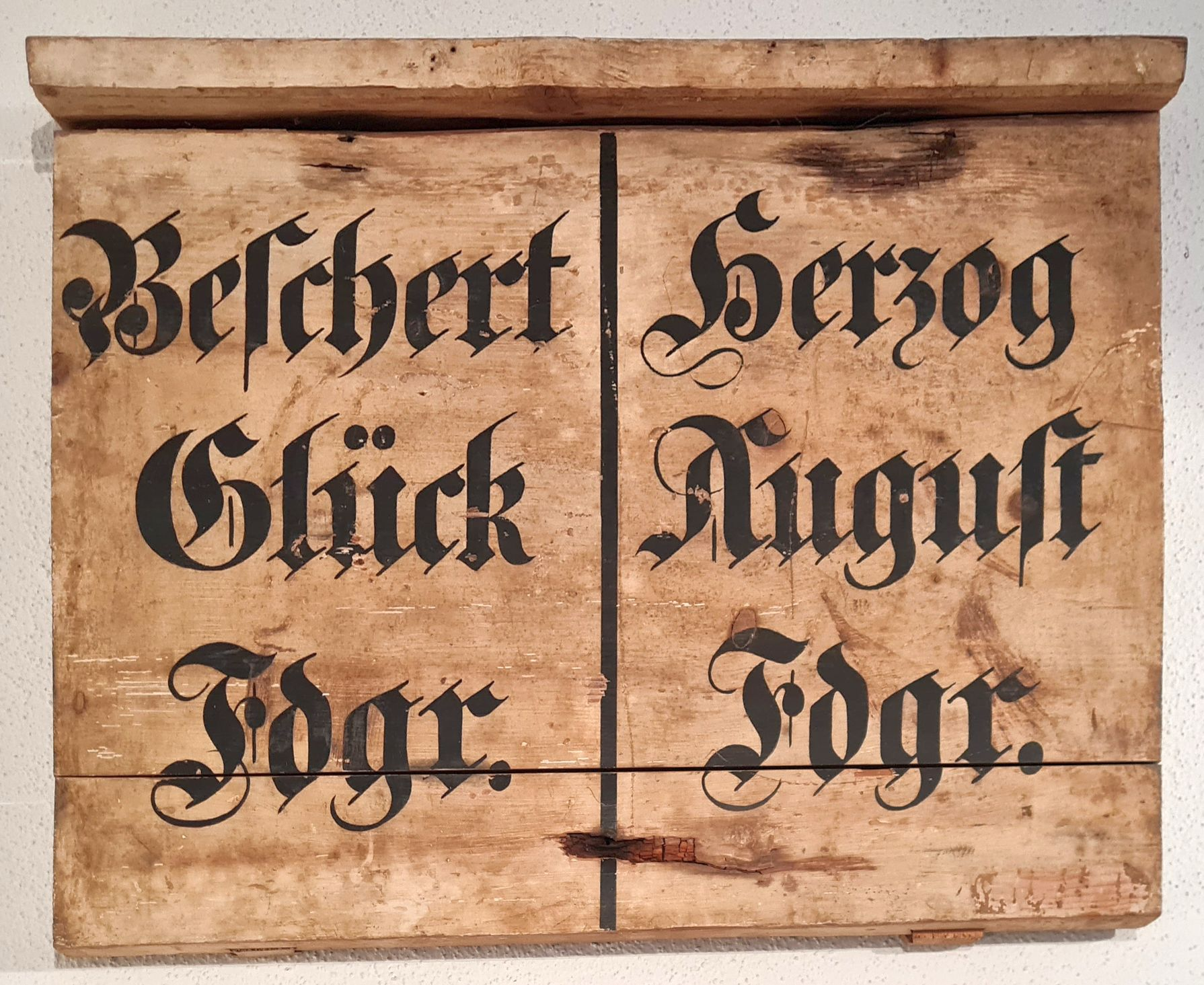
Markscheidetafel

An Werkzeugen und Maschinen sind in der Sammlung alle typischen Bergmannswerkzeuge des 18. bis zum 20. Jahrhundert vertreten. Besonderheiten sind ein zweimännischer Handbohrer aus dem 18. Jahrhundert mit angeschweißter Vier-Schneiden-Krone zur Herstellung von Bohrlöchern von 5 Zentimeter Durchmesser und Bergeisen, die bis 1969 in den VEB Bleierzgruben zum Spitzen von Bühnenlöchern verwendet wurden. In einer kleinen Vitrine werden alle im 18. und 19. Jahrhundert benötigten Werkzeuge und Hilfsmittel zum Schießen ausgestellt, wie Zündnadel, Stopfer, Zündschnur und Lehmnudeln, sogenannte Wolger, als Besatz. Ebenfalls vertreten sind alle im 20. Jh. üblichen Hilfsmittel wie zum Beispiel Zündmaschinen und Zündkreisprüfer für das moderne Schießen in der Grube. An Markscheidegeräten sind unter anderem Maßketten im Lachtermaßstab, je ein Kompass aus dem 17. und 18. Jahrhundert und Gradbogen für das Messen von Neigungen gegenüber der Horizontallinie aus dem 19. Jahrhundert zu sehen. An Lampen sind als ältestes Exemplar die Fragmente einer Tonschalenlampe ausgestellt. Auch unter Tage gefundene Reste von Kienspänen sind zu sehen. Die älteste Froschlampe der Sammlung ist auf 1630 datiert. Daneben besitzt das Museum rund ein Dutzend Freiberger Blenden, wobei keine zwei gleich sind. Aus dem 20. Jahrhundert stammen Karbidlampen und Akkulampen.

#### Fördertechnik

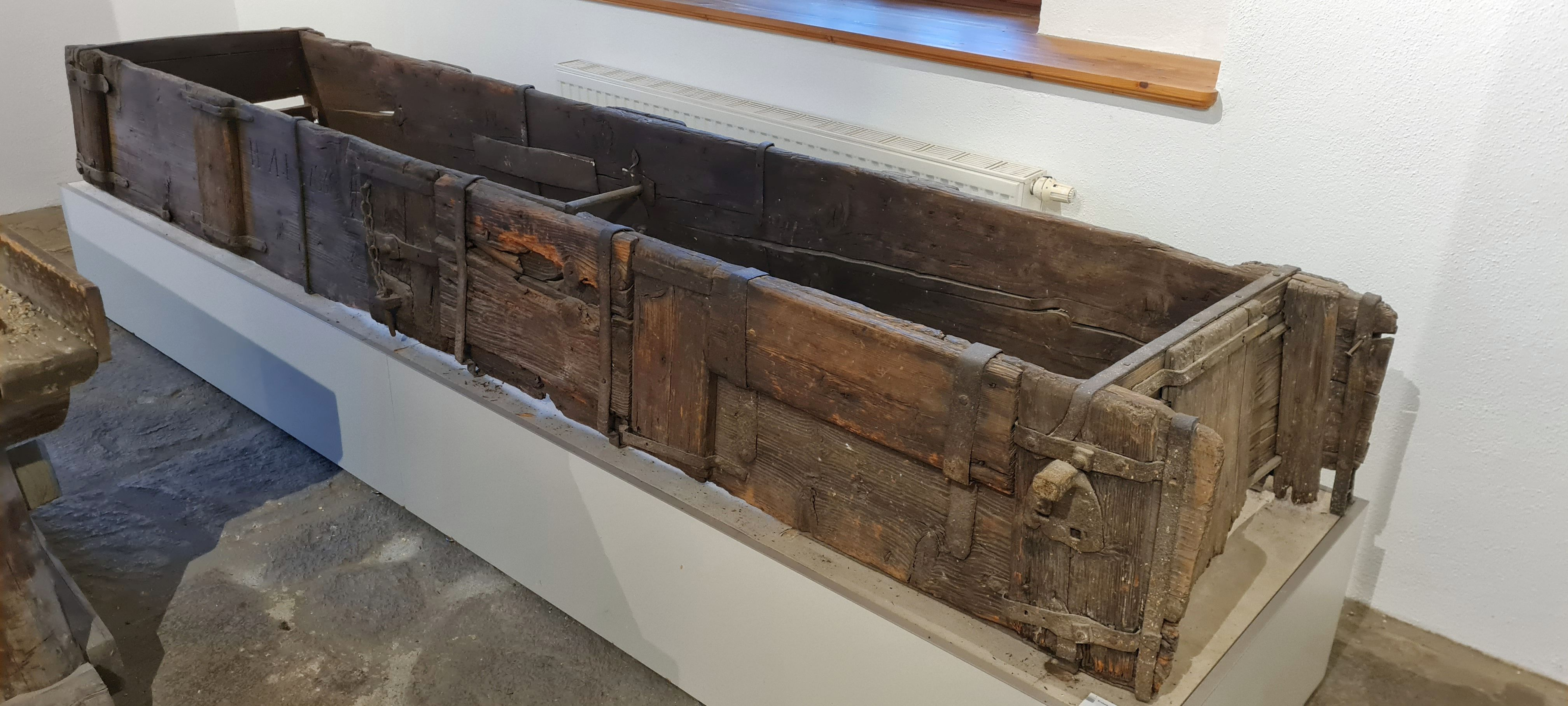
Erzkasten

Die Fördertechnik wird durch mehrere verschiedene Förderkübel und -tonnen, einen Handhaspel, einen ungarischen und einen englischen Hunt und einen Erzkasten repräsentiert. Der Erzkasten stammt von der Grube „Herzog August“, wurde 1867 angefertigt als viertes von insgesamt sechs Exemplaren bei dieser Grube. Er diente dem Transport des Erzkonzentrates von der Grube zur Schmelzhütte. Er soll der letzte erhaltene Erzkasten im Erzgebirge sein.

#### Erzgebirgische Bergmannskultur

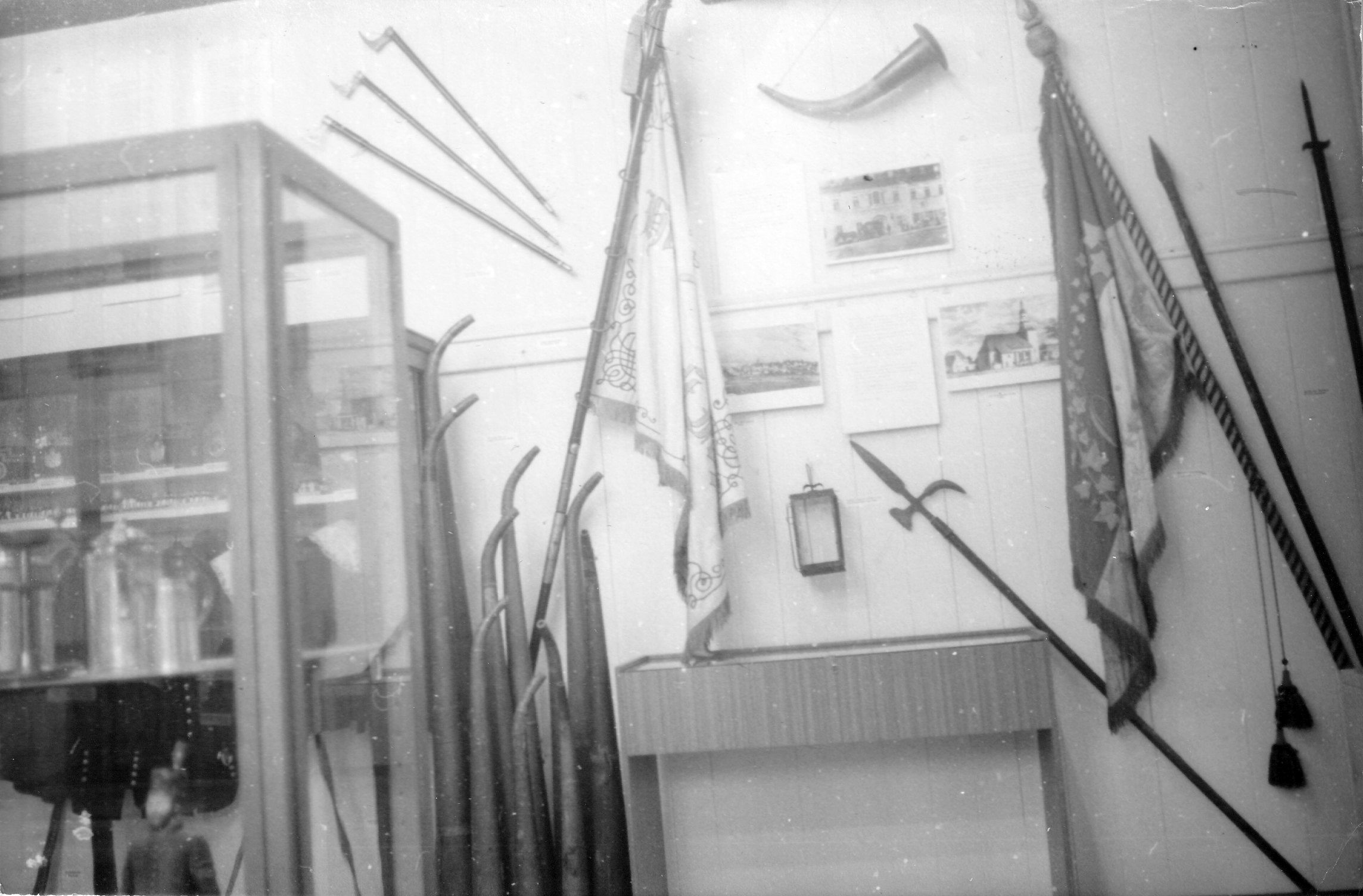
Russische Hörner und Historische Fahnen (1985)

Im Museum finden sich zahlreiche Zeugnisse der erzgebirgischen Bergmannskultur. Neben Paradeuniformen der Bergleute wird auch die komplette Arbeitstracht des sächsischen Silberbergmannes im 19. Jahrhundert gezeigt. Eine Besonderheit ist ein Satz russischer Hörner aus Holz. Sie sind die einzigen im gesamten Erzgebirge. Eingeführt nach 1815 durch Oberberghauptmann von Herder, wurden sie vom Brander Bergmusikkorps bis zu seiner Auflösung gespielt. Die dazugehörigen Notensätze sind ebenfalls vorhanden. An Fahnen befinden sich im Museum unter anderem eine Fahne von 1853 des im gleichen Jahr gegründeten „Bergmännischen Krankenunterstützungsvereins zu Brand“ und die Fahne der Grube „Himmelsfürst“ von 1854. Die Fahne des Unterstützungsvereins dokumentiert, dass die Bergleute in dieser Zeit sich organisierten, um ihre Versorgung im Krankheitsfalle zu verbessern. Es ist die älteste Fahne dieser Art in Deutschland. 1854 wurde von Seiten des Bergamtes Freiberg dem Wunsch der Himmelsfürster Bergleute entsprochen, bei Paraden und Aufzügen eine eigene Fahne zu führen, obwohl alle dortigen Bergleute zur Freiberger Knappschaft gehörten und diese eine eigene Fahne besaß.

#### Bergmännische Volkskunst

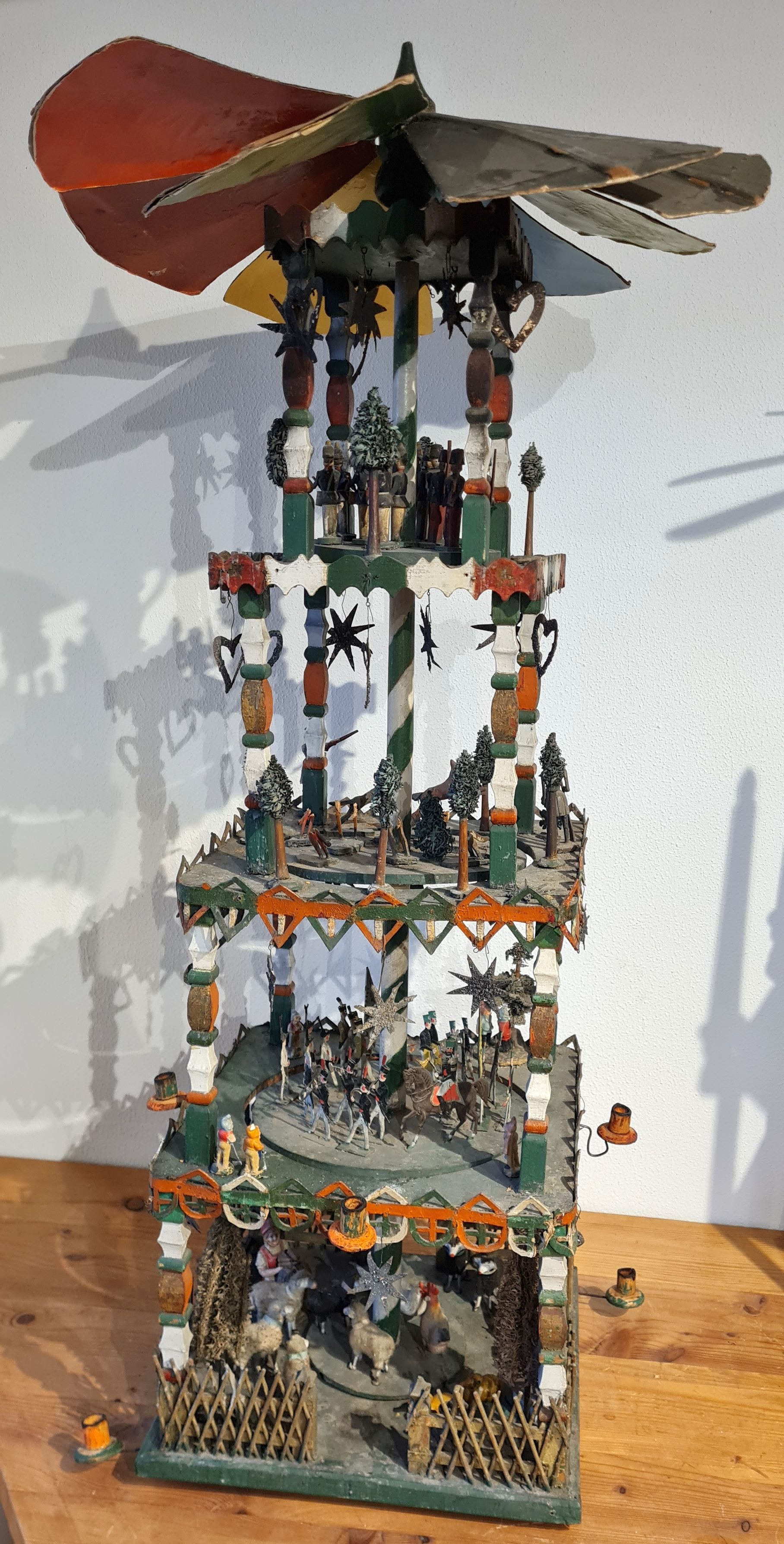
Pyramide von Ernst Müller

Die bergmännische Volkskunst ist mit einigen hervorragenden Stücken vertreten. Das sind unter anderem Schnitzwerke des 1841 in Langenau geborenen Ernst Kaltofen. Kaltofen arbeitete bis zum 30. Lebensjahr auf der Grube „Himmelsfürst“. Aufgrund seines Könnens wechselte er in den Beruf eines Holzbildhauers. Ab 1900 selbständig tätig, fertigte er bis zu seinem Tod 1922 viele Werke mit Bezug zum Bergbau. Besonders seine Reliefschnitzereien zeugen von seiner hohen Meisterschaft. Ein weiteres Glanzstück ist die um 1930 von Oskar Merkel geschaffene, 140 Zentimeter hohe Bergwerkspyramide. Sie zeigt Szenen aus der Grube „Himmelsfürst“ und erinnert in ihrem Aufbau an die Schaubergwerke in Pyramidenform, die 1719 beim Saturnusfest im Plauenschen Grund bei Dresden gezeigt wurden. Die drei obersten Etagen zeigen die Bergleute bei der Arbeit, die unterste Etage zeigt eine Bergparade auf dem Marktplatz von Brand-Erbisdorf. Ein weiterer bedeutsamer Volkskünstler der Region war Ernst Müller. Von ihm stammt ein Hängeleuchter mit eingearbeiteter Bergwerkspyramide. Sie zeigt den Erzbergbau über und unter Tage, wie Müller ihn einst erlebte. Einige kleine bergmännische Bastelarbeiten und Schnitzereien von zum Teil unbekannten Künstlern zeigen deutlich den Bezug zur Grube „Himmelsfürst“. Abgerundet wird die Sammlung zum Bergbau durch Bergwerksmodelle und Buckelbergwerke.

### Stadt- und Industriegeschichte

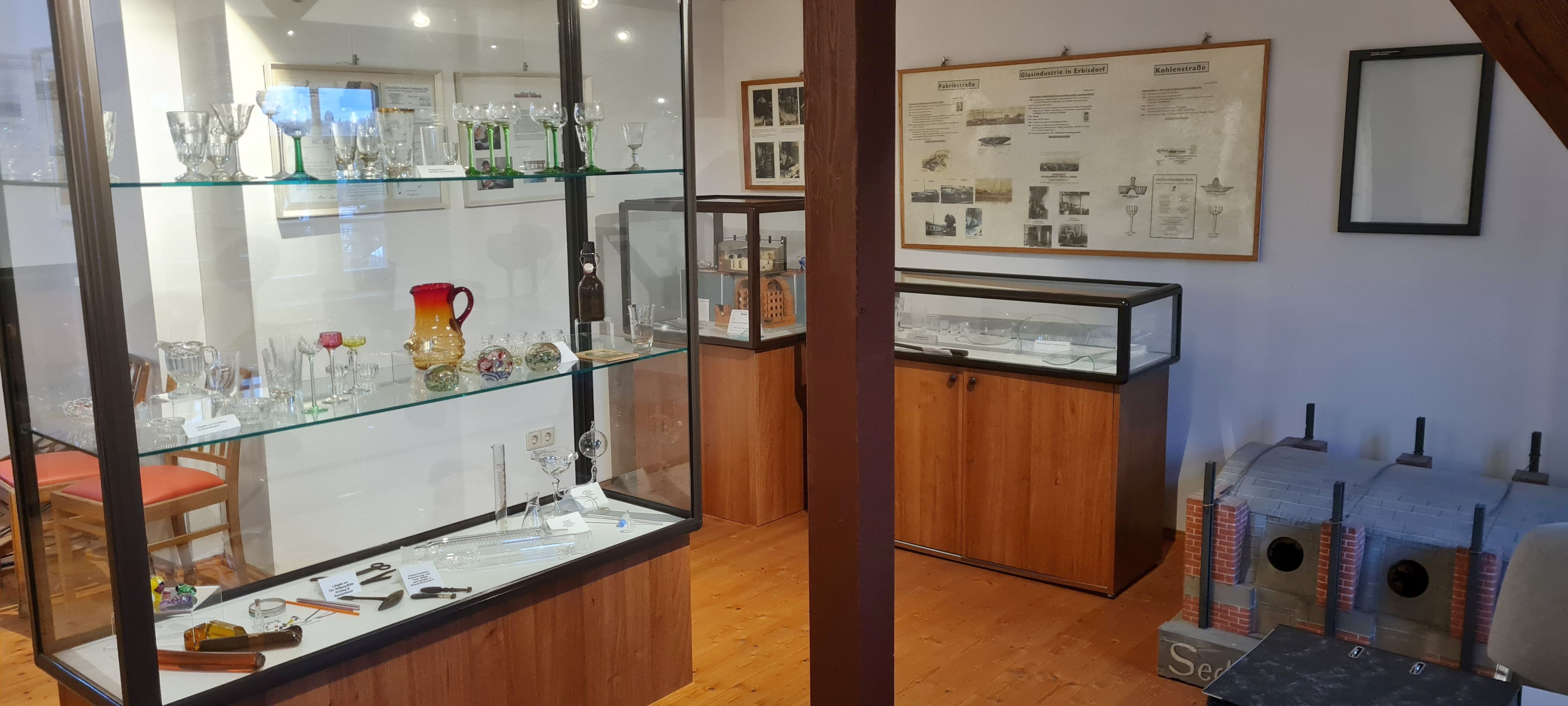
Bereich zur Stadt- und Industriegeschichte

In der Ausstellung zur Stadt- und Industriegeschichte sind Zeitzeugen der vor 100 Jahren mit der Einstellung des Silberbergbaus einhergehenden Industrialisierung der Region zu sehen. Für den sterbenden Silberbergbau wurden als Ersatz Glasfabriken, Schmiedebetriebe, Maschinenbau und Automobilherstellung angesiedelt. Einige dieser Industriezweige wie die Schmiedebetriebe bestehen noch heute und bestimmen das industrielle Profil der Stadt.